# Kenneth Frampton
Kenneth Frampton (1930) és un arquitecte i escriptor anglès. Va estudiar arquitectura a l'Architectural Association School of Architecture de Londres.
La seva activitat professional es reparteix entre la d'arquitecte i la d'historiador i crític d'arquitectura. En l'actualitat ocupa labors docents en la Graduate School of Architecture and Planning, de la Universitat de Colúmbia de Nova York, com a professor de la càtedra Ware. No obstant això, també ha impartit classes en centres tan importants com el Royal College of Art de Londres i la ETH de Zúric, i, últimament en la Universitat de Virginia, on ha ocupat la càtedra Thomas Jefferson. És autor de nombrosos assajos sobre arquitectura moderna i contemporània. La seva obra més important és Història Critica de l'Arquitectura Moderna, on realitza una completa anàlisi de l'arquitectura moderna.
Entre les seves aportacions cal esmentar la d'haver contribuït a formular el regionalisme crític.